# O-Goshi
 (décembre 2010).

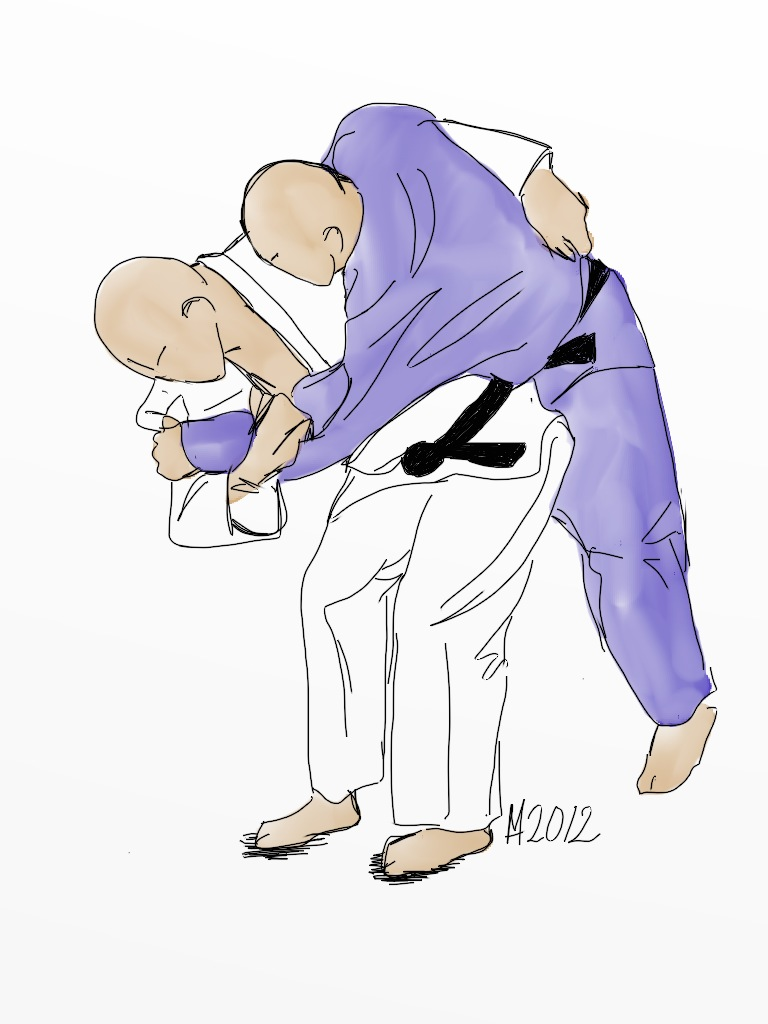

O-goshi (grande bascule de hanche, en japonais : 大腰) est une technique de projection du judo. C'est une projection, principalement de hanche, sur un déséquilibre avant.

## Terminologie
- O : Grand
- Goshi : hanche

## Exécution

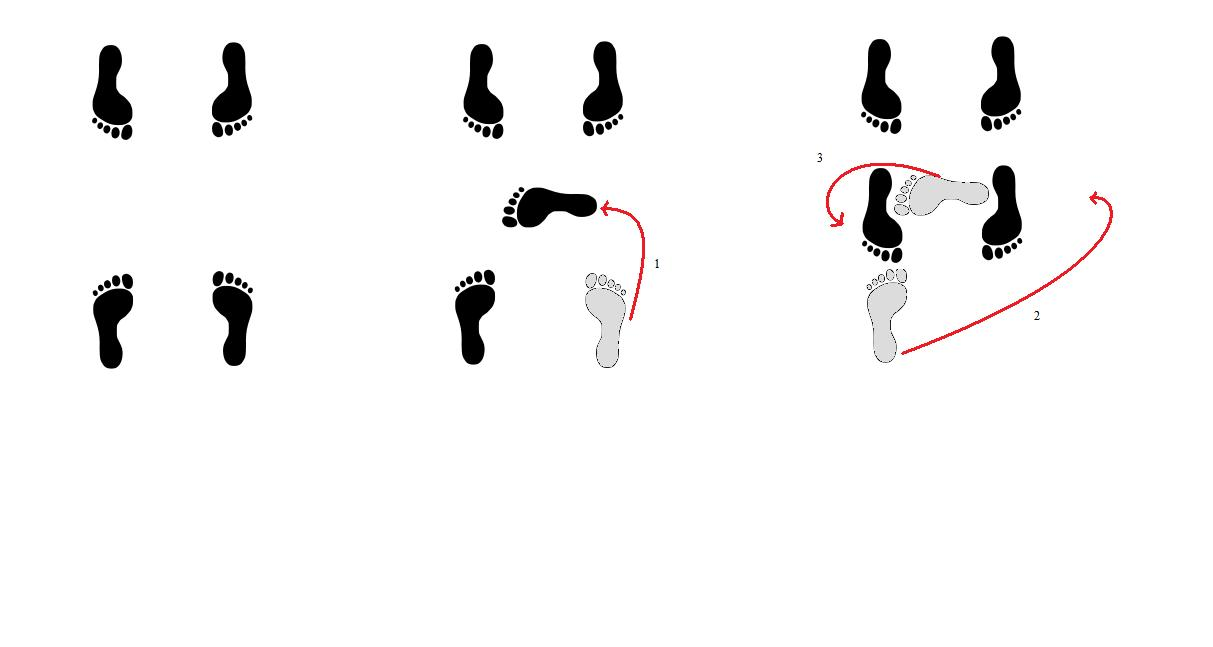
Mouvement des pas

Tori et Uke sont face à face. Pour commencer, il faut prendre uke en garde normale, les pieds écartés au niveau des épaules. La main gauche, doit saisir la manche droite du partenaire au niveau du coude pour tirer Uke vers le haut et l'avant. La main droite de tori doit quant à elle, en même temps, venir dans le dos de uke en passant sous le bras gauche de Uke. Tori doit ensuite faire une rotation d’un demi-cercle vers la gauche et ainsi se retrouver dos au partenaire.
Le corps de tori doit être au contact du corps de uke. Ensuite, tori doit sortir la hanche et tirer sur la manche droite de uke comme s’il regardait sa montre. Pour cette technique, tori doit être fléchi sur ses jambes et basculer son buste en avant. Il doit ensuite terminer par une extension des jambes.

## Généralités sur le judo
Les techniques de judo ont pour but de faire chuter l’adversaire. Celui qui subit la manœuvre est appelé uke et celui qui fait chuter est nommé tori.

### La garde
La garde ou plutôt le kumi-kata, en japonais, consiste à saisir la manche droite du partenaire avec la main gauche et le revers gauche avec la main droite. Ceci est la garde fondamentale. Il existe plusieurs autres gardes qui se construisent selon la technique comme la garde croisée, la garde avec les deux manches ou encore la garde où l’on prend le revers et la manche du même côté. Cette garde évolue aussi en fonction des progrès du judoka.
En compétition, la garde est la clé de la réussite. Si l’on a une bonne garde et qu’on réussit à l’imposer sur l’adversaire, on montre alors sa supériorité. Pour un judoka, la garde fait toute sa force.

### Les déplacements
Les déplacements et rotations, en japonais tai sabaki, sont particuliers. Les déplacements ne sont pas posés, c’est-à-dire que comme le judoka doit être mobile, son talon n’est alors presque ou voire jamais posé pour un glissement, une fluidité du mouvement. Les pieds ne sont ni trop proches ni trop éloignés.
Il y a deux types de déplacement: le tsugi-ashi, ou pas chassé, et le ayumi ashi, ou pas normal. Par ailleurs, les rotations se font en demi-cercle en faisant des pas chassés. Quel que soit le déplacement, en arrière, en avant ou latéralement, pour amener le partenaire où l’on veut, il faut une alliance entre le déplacement et la rotation.

### Autres techniques

#### Ippon-Seoi-Nage
- Définition : projection par épaule, avec un déséquilibre avant.
- Explication : position de base pour commencer. Tori, avec sa main droite, doit venir sous l’épaule droite du partenaire. Le déplacement est alors identique à celui de o-goshi. Tori doit alors faire une rotation d’un demi-cercle pour se retrouver à nouveau dos au partenaire.

Le corps de tori doit toujours être au contact de celui du partenaire. Ensuite, tori doit fléchir sur ses jambes et lancer sa tête en direction de son pied gauche. Pour finir, tori doit remonter sur ses jambes par une extension.

#### Hon-gesa-gatame
- Définition : contrôle latéro-costal.
- Explication : uke doit être sur le dos, tori à genoux sur le côté. Il doit d’abord déplacer le bras de uke qui se trouve devant lui. Il s’installe alors assis contre le partenaire, les jambes entrouvertes. Puis le bras droit de tori vient prendre, en dessous de la tête de uke, le col du judogi. Avec son autre main, il ramène le bras de uke contre lui puis, pour terminer, il baisse la tête et serre tout pour verrouiller sa position. Uke ne peut alors plus bouger.

#### Yoko-shiho-gatame
- Définition : contrôle latéral par le travers.
- Explication : uke, toujours sur le dos et tori à genoux sur le côté. Tori doit d’abord déplacer le bras de uke qui se trouve devant lui. Avec son bras gauche, il prend sous la tête de son partenaire le col du kimono. Avec l’autre main, il passe au-dessous de la jambe droite et au-dessus de la jambe gauche du partenaire pour venir attraper la ceinture de uke. Il s’allonge ensuite et met la tête sur le ventre de son partenaire.

## Sources
- Les Arts martiaux ronchinois
- Henri Courtine, Judo moderne, 6e éd., Denoël, 1974, 168 p. (ASIN B0000E7PWZ).